# Gunter Runkel
Gunter Runkel (* 14. August 1946 in Oberlahnstein; † 17. August 2020) war ein deutscher Soziologe und Sexualwissenschaftler. Er war Professor an der Universität Lüneburg und dort Direktor des Instituts für Zukunfts- und Innovationsforschung. In seinen Werken verband er die System-, Handlungs- und Evolutionstheorie.

## Leben
Von 1968 bis 1974 studierte Runkel an den Universitäten Mainz, Marburg und Hamburg. In Hamburg wurde er 1974 promoviert, im selben Jahr begann er seine Lehrtätigkeiten an der Universität Lüneburg. 2002 habilitierte er sich dort.
Bereits in den 1980er Jahren schrieb er als Soziologe zum Thema Sexualität. Runkel war von 2002 bis 2006 Präsident der Deutschen Gesellschaft für Sozialwissenschaftliche Sexualforschung. Er war im Vorstand der International Academy of Science (H&E), Mitglied der Sektion „Soziologische Theorie“ der Deutschen Gesellschaft für Soziologie sowie Wissenschaftsrat für „Sexualsoziologie“ an der Universität Shanghai. Runkel war Gastprofessor für Soziologische Theorie, Sexualsoziologie und Familiensoziologie an der Central Connecticut State University (USA). Seine Schwerpunkte waren die Allgemeine Soziologie und die Sexualsoziologie.
Weiter engagierte sich Gunter Runkel bei der Alternative für Deutschland (AfD), war bis 2018 Vorsitzender des Stadtverbandes Lüneburg und kandidierte erfolglos bei der Bundestagswahl 2017 auf Listenplatz 25 der Landesliste der AfD Niedersachsen. Vom 1. November 2016 bis zum 30. Januar 2020 war er Ratsmitglied im Rat der Hansestadt Lüneburg und vom 13. Mai 2019 bis zum 9. März 2020 Kreistagsabgeordneter des Landkreises Lüneburg.

## Veröffentlichungen (Bücher)
- Freizeit und kulturelle Entwicklung (zusammen mit anderen) (Hamburg 1970)
- Trieb und Funktion, dargestellt an dem Zusammenhang von Sexualität und Ideologie (Diss. Hamburg 1974)
- Sexualität und Ideologien (Weinheim. Basel 1979)
- Soziologie des Spiels (Frankfurt am Main 1986)
- Stadtsanierung in Lahnstein (2. Aufl., Lüneburg 1990)
- Gesundheit (Hrsg.) (Lüneburg 1993)
- Das Spiel in der Gesellschaft (Münster/Hamburg/London: LIT Verlag, 2003)
- Genossenschaft, Repräsentation und Partizipation (Münster/Hamburg/London: LIT Verlag, 2003)
- Zusammen mit Günter Burkart (Hrsg.) (Luhmann und die Kulturtheorie, Frankfurt am Main: Suhrkamp Verlag, 2004)
- Zusammen mit Günter Burkart (Hrsg.) (Funktionssysteme der Gesellschaft. Beiträge zur Systemtheorie von Niklas Luhmann, Wiesbaden: VS Verlag für Sozialwissenschaften, 2005)
- Allgemeine Soziologie. Gesellschaftstheorie, Sozialstruktur und Semantik (2., überarbeitete und erweiterte Auflage, München/Wien: Oldenbourg Verlag, 2005)
- Die Stadt (Hrsg.) (3. erweiterte Auflage, Hamburg: LIT Verlag, 2007)
- Evolution and Sexuality (Münster: LIT-Verlag, 2010)
- Die Sexualität in der Gesellschaft (2. überarb. und erw. Aufl., Münster. Hamburg. London: LIT-Verlag, 2010)
- Europa und der Euro (Aachen: Shaker Verlag, 2015)
- Die Zukunft Europas. Der Untergang Europas. (Baden-Baden: Nomos-Verlag, 2016)